# Cantharidus
Cantharidus is een geslacht van weekdieren uit de klasse van de Gastropoda (slakken).

## Soorten
- Cantharidus antipodum (Hombron & Jacquinot, 1848)
- Cantharidus bisbalteatus Pilsbry, 1901
- Cantharidus callichrous (Philippi, 1849)
- Cantharidus capillaceus (Philippi, 1849)
- Cantharidus crenelliferus (A. Adams, 1853)
- Cantharidus dilatatus (G. B. Sowerby II, 1870)
- Cantharidus festivus (B. A. Marshall, 1998)
- Cantharidus fournieri (Crosse, 1863)
- Cantharidus fulminatus (Hutton, 1873)
- Cantharidus japonicus (A. Adams, 1853)
- Cantharidus jessoensis (Schrenck, 1863)
- Cantharidus lepidus (Philippi, 1849)
- Cantharidus marmoreus (Pease, 1868)
- Cantharidus nolfi Poppe, Tagaro & Dekker, 2006
- Cantharidus opalus (Martyn, 1784)
- Cantharidus puysegurensis (Powell, 1939)
- Cantharidus roseopictus (E. A. Smith, 1913)
- Cantharidus sendersi Poppe, Tagaro & Dekker, 2006
- Cantharidus turneri (Powell, 1939)

### Taxon inquirendum
- Cantharidus articularis A. Adams, 1853
- Cantharidus cinguliger A. Adams, 1853
- Cantharidus hirasei Pilsbry, 1901
- Cantharidus moniliger A. Adams, 1853
- Cantharidus nigricans A. Adams, 1853
- Cantharidus pallidulus A. Adams, 1853
- Cantharidus punctulosus A. Adams, 1853
- Cantharidus rariguttatus G. B. Sowerby III, 1916

### Synoniemen
- Cantharidus (Pseudomargarella) K. M. Donald & Spencer, 2016 => Cantharidus Montfort, 1810
  - Cantharidus (Pseudomargarella) antipodum (Hombron & Jacquinot, 1854) => Cantharidus antipodum (Hombron & Jacquinot, 1848)
  - Cantharidus (Pseudomargarella) fulminatus (Hutton, 1873) => Cantharidus fulminatus (Hutton, 1873)
  - Cantharidus (Pseudomargarella) puysegurensis (Powell, 1939) => Cantharidus puysegurensis (Powell, 1939)
  - Cantharidus (Pseudomargarella) turneri (Powell, 1939) => Cantharidus turneri (Powell, 1939)
- Cantharidus (Mawhero) B. A. Marshall, 1998 => Micrelenchus (Mawhero) B. A. Marshall, 1998 => Micrelenchus Finlay, 1926
  - Cantharidus (Mawhero) purpureus (Gmelin, 1791) => Micrelenchus (Mawhero) purpureus (Gmelin, 1791) => Micrelenchus purpureus (Gmelin, 1791)
- Cantharidus (Plumbelenchus) Finlay, 1926 => Plumbelenchus Finlay, 1926 => Cantharidus Montfort, 1810
  - Cantharidus (Plumbelenchus) coruscans (Hedley, 1916) => Cantharidus capillaceus (Philippi, 1849)
- Cantharidus (Prothalotia) Thiele, 1930 => Prothalotia Thiele, 1930
- Cantharidus (Thalotia) Gray, 1847 => Thalotia Gray, 1847
  - Cantharidus (Thalotia) elongatus (Wood, 1828) => Tosatrochus attenuatus (Jonas, 1844)
  - Cantharidus (Thalotia) maldivensis E. A. Smith, 1903 => Thalotia maldivensis E. A. Smith, 1903
  - Cantharidus (Thalotia) pliciferus Schepman, 1908 => Cantharidus pliciferus Schepman, 1908 => Perrinia angulifera (A. Adams, 1853)
  - Cantharidus (Thalotia) polychroma (A. Adams, 1853) => Jujubinus polychroma (A. Adams, 1853)
- Cantharidus artensis (P. Fischer, 1878) => Trochus artensis P. Fischer, 1878
- Cantharidus artizona A. Adams, 1853 => Roseaplagis artizona (A. Adams, 1853)
- Cantharidus bisculptus E. A. Smith => Dactylastele burnupi (E. A. Smith, 1899)
- Cantharidus burchorum B. A. Marshall, 1998 => Micrelenchus burchorum (B. A. Marshall, 1998)
- Cantharidus caelatus Hutton, 1884 => Roseaplagis caelatus (Hutton, 1884)
- Cantharidus callichroa (Philippi, 1850) => Cantharidus callichrous (Philippi, 1849)
- Cantharidus columna Dall, 1890 => Halistylus columna (Dall, 1890)
- Cantharidus coruscans (Hedley, 1916) => Cantharidus capillaceus (Philippi, 1849)
- Cantharidus eximius (Perry, 1811) => Phasianotrochus eximius (Perry, 1811)
- Cantharidus fultoni (Melvill, 1898) => Trochus fultoni Melvill, 1898
- Cantharidus gilberti (Montrouzier, 1878) => Jujubinus gilberti(Montrouzier, 1878)
- Cantharidus huttonii (E. A. Smith, 1876) => Micrelenchus huttonii (E. A. Smith, 1876)
- Cantharidus infuscatus (Gould, 1861) => Kanekotrochus infuscatus (Gould, 1861)
- Cantharidus interruptus (Wood, 1828) => Jujubinus interruptus (Wood, 1828)
- Cantharidus iris (Gmelin, 1791) => Cantharidus opalus (Martyn, 1784)
- Cantharidus kingensis Gabriel, 1956 => Alcyna kingensis (Gabriel, 1956)
- Cantharidus kotschyi (Philippi, 1849) => Trochus kotschyi Philippi, 1849
- Cantharidus lehmanni (Menke, 1843) => Prothalotia lehmanni (Menke, 1843)
- Cantharidus leucostigma (Philippi, 1845) => Phasianotrochus leucostigma (Philippi, 1845)
- Cantharidus lineolaris Gould, 1861 => Leiopyrga lineolaris (Gould, 1861)
- Cantharidus mortenseni (Odhner, 1924) => Roseaplagis mortenseni (Odhner, 1924)
- Cantharidus oliveri Iredale, 1915 => Cantharidus sanguineus (Gray, 1843) => Micrelenchus sanguineus (Gray, 1843)
- Cantharidus pliciferus Schepman, 1908 => Perrinia angulifera (A. Adams, 1853)
- Cantharidus polychroma (A. Adams, 1853) => Jujubinus polychroma (A. Adams, 1853)
- Cantharidus polychromus [sic] => Jujubinus polychroma (A. Adams, 1853)
- Cantharidus pruininus (Gould, 1849) => Cantharidus capillaceus (Philippi, 1849)
- Cantharidus pruninus (Gould, 1849) => Cantharidus capillaceus (Philippi, 1849)
- Cantharidus pulcherrimus (W. Wood, 1828) => Prothalotia pulcherrima (W. Wood, 1828)
- Cantharidus purpureus (Gmelin, 1791) => Micrelenchus purpureus (Gmelin, 1791)
- Cantharidus roseus (Hutton, 1873) => Cantharidus antipodum (Hombron & Jacquinot, 1848)
- Cantharidus rufozona A. Adams, 1853 => Roseaplagis rufozona (A. Adams, 1853)
- Cantharidus sanguineus (Gray, 1843) => Micrelenchus sanguineus (Gray, 1843)
- Cantharidus sericinus Thiele, 1930 => Phasianotrochus sericinus (Thiele, 1930)
- Cantharidus suarezensis (P. Fischer, 1878) => Jujubinus suarezensis (P. Fischer, 1878)
- Cantharidus tenebrosus A. Adams, 1853 => Micrelenchus tenebrosus (A. Adams, 1853)
- Cantharidus tesselatus (A. Adams, 1853) => Micrelenchus tesselatus (A. Adams, 1853)
- Cantharidus tristis Thiele, 1930 => Jujubinus polychroma (A. Adams, 1853)
- Cantharidus urbanus (Gould, 1861) => Iwakawatrochus urbanus (Gould, 1861)
- Cantharidus zealandicus A. Adams, 1853 => Cantharidus capillaceus (Philippi, 1849)